# Zoo Arche Noah Grömitz
Koordinaten: 54° 9′ 14,1″ N, 10° 57′ 37″ O

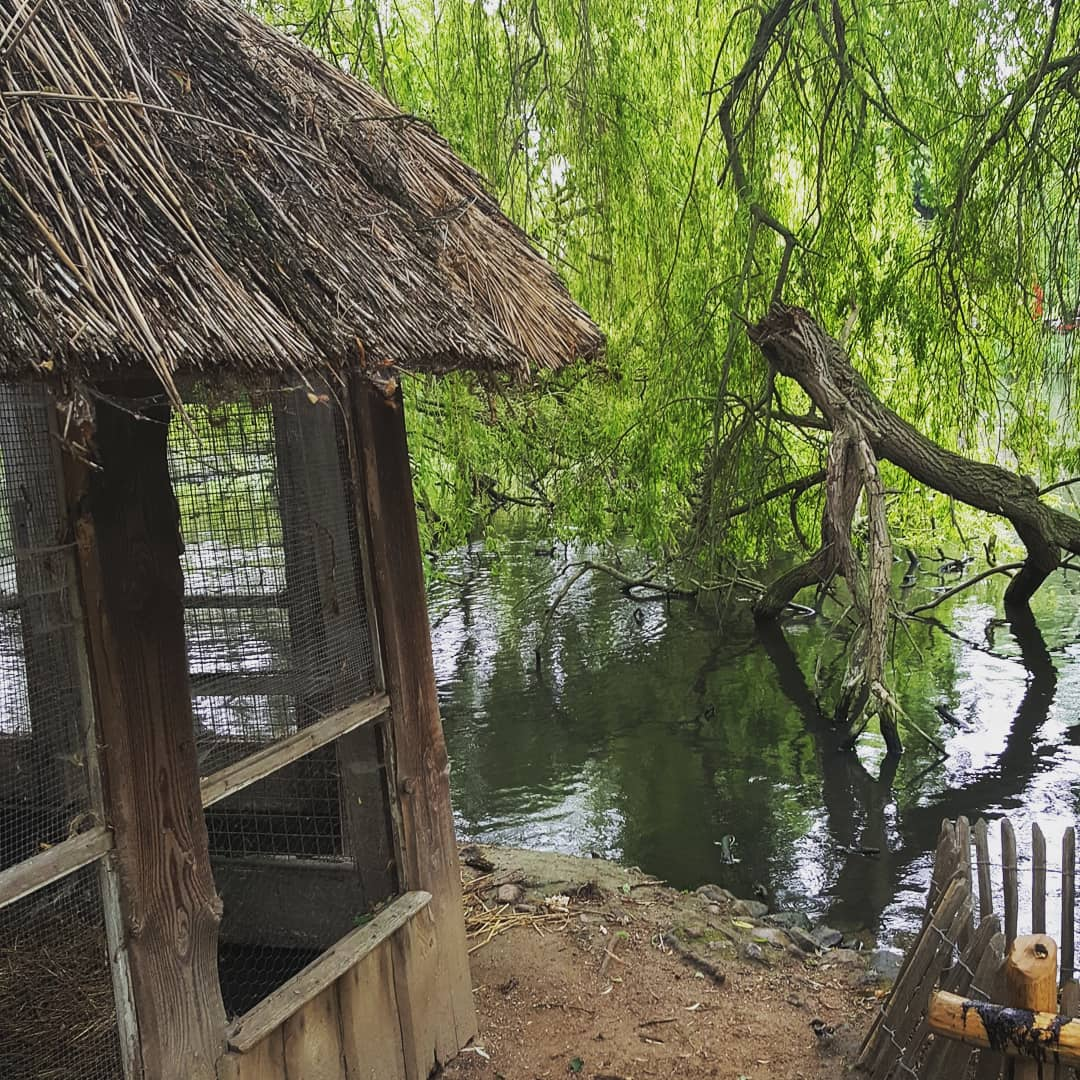
Wasserfläche des Zoos mit Gehege

Der Zoo Arche Noah Grömitz ist ein Zoo im schleswig-holsteinischen Ostseebad Grömitz, innerhalb des Ortes an der Bundesstraße 501 gelegen. Durch seinen überwiegend exotischen Tierbestand hat er neben dem Tierpark in Gettorf das „zootypischste“ Erscheinungsbild unter den tiergärtnerischen Anlagen Schleswig-Holsteins.

## Geschichte
Der Zoo wurde am 14. April 1976 als Familienbetrieb von Hans Wilhelm eröffnet und wird heute in zweiter Generation von Ingo Wilhelm geleitet. Hans Wilhelms Bruder Uwe betreibt seit 1978 den früher ebenfalls unter dem Namen Arche Noah firmierenden Zoo in Braunschweig. Publikumswirksame, aber nicht artgerechter Tierhaltung entsprechende Attraktionen der Anfangsjahre waren etwa das Elefantenjunge Baby oder der vermenschlichte Schimpanse Alfred. So waren im Zoo von 1990 bis 2008 auch Liger, eine Kreuzung aus Löwe und Tiger, zu sehen. Die drei 1990 in Grömitz geborenen Tiere waren das nicht beabsichtigte Produkt einer gemeinsamen Haltung der beiden Arten in einem Gehege. Mit Bahier, einem beschlagnahmten Tier, das seit 2002 in Grömitz lebte, starb mutmaßlich der letzte Liger in einem europäischen Zoo.

## Anlagen
An den etwas tiefer liegenden, von Wasserflächen durchzogenen und bewaldeteren, älteren Teil des Zoos, in dem sich auch Restauration und Kinderspielplatz befinden, schließen sich im Norden und im Süden neuere, großflächigere Anlagen an. Hierbei handelt es sich um diverse Weideflächen, eine Anlage für Trampeltiere, eine begehbare Anlage für Kamerunschafe und eine Gemeinschaftsanlage für Emus und Bennet-Kängurus (teilweise begehbar) im südlichen Teil sowie eine im Aufbau befindliche Afrika-Anlage und eine große, ebenfalls begehbare Südamerika-Anlage mit Nandus und Lamas im nördlichen Teil. Bemerkenswert ist, dass in den betretbaren Anlagen keine Wegführung für die Besucher vorgegeben ist, was den Aufenthalt fast auf der gesamten Gehegefläche gestattet.
Im älteren Zooteil befinden sich ein Streichelgehege mit Zwergziegen, ein Gehege für Zwergesel und eine Seehundanlage, deren Modernisierung das nächste Großprojekt des Zoos sein soll. Mit Waschbären (auch die äußerlich ähnlichen, ebenfalls nach Deutschland eingebürgerten Marderhunde werden gehalten), Nasenbären, Schwarzschwanz-Präriehunden und Weißschwanz-Stachelschweinen sind mehrere Arten publikumswirksamer, da recht lebhafter kleinerer Säugetiere vertreten. Um die Stachelschweinanlage gruppieren sich mehrere Ausläufe für Meerschweinchen und Kaninchen. Lisztaffen, Rotgesichtsmakaken und Weißkopfmakis repräsentieren unterschiedliche Primatenformen Südamerikas, Asiens und Madagaskars. Östlich von zwei Teichen mit Wassergeflügel schließen sich rund um den Spiel- und Erholungsbereich Raubkatzenanlagen an (Löwen, Leoparden und Luchse) sowie eine Storchenwiese und eine Anlage für Große Maras.

### Schimpansenanlage
Die im Jahr 2012 eröffnete, einen Hektar große Schimpansenanlage wird gegenwärtig von acht Tieren bewohnt. Die lange Bauzeit von rund zehn Jahren begründet der Zoo mit einem hohen Anteil von Eigenleistung und der damit einhergehenden Einsparung von Kosten. Auch die Betriebskosten sind vergleichsweise niedrig. Zum rund 400 Quadratmeter großen Haus gehört ein von einem breiten Wassergraben umgebener Hügel, der hauptsächlich durch Klettergerüste strukturiert wird.
Die Affenanlage wurde sechs Jahre nach ihrer Fertigstellung vom Berufsverband der Zootierpfleger (BdZ) mit dem BdZ-Biber 2016 ausgezeichnet, einem Preis für herausragende Tieranlagen im deutschsprachigen Raum. Hervorgehoben wurden unter anderem die gute Energiebilanz und die didaktische Aufbereitung.

## Bildung und Artenschutz
Kommentierte Schaufütterungen bei ausgewählten Tierarten ergänzen die umfangreiche Beschilderung der neueren Anlagen. Eine Zooschule bietet Räumlichkeiten für außerunterrichtliches Lernen. Für den Artenschutz heimischer Tiere beteiligt sich der Zoo unter anderem an der vom BUND initiierten Aktion Fledermausfreundliches Haus und wirbt damit, der erste fledermausfreundliche Zoo Deutschlands zu sein.